# Regla de Abegg
En química, la regla de Abegg establece que la diferencia entre el máximo y mínimo número de oxidación de un elemento químico es frecuentemente ocho. En general, para un elemento químico dado (como el azufre), la regla de Abegg establece que la suma de los valores absolutos de su mínimo número de oxidación (de -2 para el azufre en H2S) y su máximo número de oxidación (de +6 para el azufre en H2SO4) es frecuentemente igual a 8. Esta regla fue formulada en 1904 por el químico alemán Richard Abegg. Se usó como base para el argumento del artículo de Gilbert N. Lewis de 1916 «The Atom and the Molecule» (El átomo y la molécula), artículo que posteriormente inspiró a Linus Pauling a escribir el libro de texto The Nature of the Chemical Bond (La naturaleza del enlace químico). Lewis usó esta regla para desarrollar su modelo del átomo cúbico, que posteriormente desarrolló en su regla del octeto. La regla de Abegg también es conocida como la "ley de Abegg de la valencia y contravalencia".
El modelo atómico de Schrödinger permitió explicar la regla de Abegg, ya que muchos enlaces químicos covalentes se dan entre elementos cuyos dos últimos orbitales son un orbital de tipo s y tres orbitales de tipo p (dado que cada uno de estos orbitales puede contener como mucho dos electrones, la regla de Abegg está relacionada con las diferentes maneras de distribuir electrones el máximo número posible de electrones entre los diferentes orbitales moleculares posibles.